# Enngonia
Enngonia är en ort i Australien. Den ligger i kommunen Bourke och delstaten New South Wales, i den sydöstra delen av landet, omkring 720 kilometer nordväst om delstatshuvudstaden Sydney.
Trakten runt Enngonia är nära nog obefolkad, med mindre än två invånare per kvadratkilometer..
Omgivningarna runt Enngonia är i huvudsak ett öppet busklandskap. Genomsnittlig årsnederbörd är 395 millimeter. Den regnigaste månaden är februari, med i genomsnitt 80 mm nederbörd, och den torraste är oktober, med 3 mm nederbörd.